# Desire Will Set You Free
Desire Will Set You Free è un film indipendente tedesco del 2015 diretto dal regista americano Yony Leyser, trasferitosi a Berlino alcuni anni prima, che si propone di essere il film manifesto della scena queer e clubber della capitale tedesca: infatti caratteristica principale del film è il lunghissimo elenco di piccole e grandi personalità berlinesi che hanno ruoli cameo e di star musicali che partecipano con brani alla colonna sonora, spesso esibendosi in concerto in una scena (da Nina Hagen agli Einstürzende Neubauten a Peaches a noti artisti, fotografi, registi, performer, giornalisti, dj...).

## Trama
Ezra è un ragazzo gay americano, di origine per metà ebraica per metà palestinese, che si è trasferito a Berlino dove tenta di sfondare come scrittore e, assieme ai suoi amici artisti underground, vive tra una festa l'altra, passando da un concerto ad un vernissage, e attraverso innumerevoli relazioni di solo sesso, fino a quando si innamora di Sasha, un giovane russo senza permesso di soggiorno che per mantenersi si prostituisce nei club. La loro storia d'amore sarà molto contrastata e si scontrerà con il desiderio di Sasha di cambiare sesso, non accettato da Ezra. Alla fine Sasha lo lascerà a favore di Jayne, ex ragazza della migliore amica lesbica di Ezra, la dura Cathrine.

## Produzione
Il film è il primo lavoro di fiction ed europeo del regista di Chicago Leyser dopo un apprezzato esordio nel 2010 con il documentario girato negli Stati Uniti su William S. Burroughs A Man Within. È una produzione indipendente a basso budget, parzialmente finanziata tramite crowdfunding. La maggioranza delle celebrità musicali e degli artisti noti coinvolti come attori o in colonna sonora ha partecipato gratis per stima nel progetto, aiutando anche nella promozione. Uno dei produttori è il regista italiano Umberto Baccolo, in quei tempi attivo a Berlino: alla première italiana al Florence Queer Festival il film era introdotto da un suo cortometraggio del 2013, Chiesa e Stato vol.1 - Potere spirituale.

## Distribuzione
La première mondiale fu al Montreal World Film Festival il 28 agosto 2015, seguita da quella europea al Florence Queer Festival di Firenze l'11 novembre, mentre nelle sale tedesche è distribuito con discreto riscontro di pubblico e critica, a partire dal 5 maggio 2016 dopo la première al Filmfestival Max Ophüls Preis a gennaio. Ha partecipato a moltissimi festival in tutto il mondo, tra cui in Italia il See You Sound di Torino nel 2016. In Italia non ha avuto una distribuzione fuori da festival e rassegne, dove è stato presentato sottotitolato. Negli Stati Uniti d'America, dopo i festival, è stato distribuito in DVD e Blu-Ray a partire dal 21 febbraio 2017.

## Riconoscimenti
Il film ha vinto il premio per la miglior colonna sonora al Chicago International Movie & Music Festival.